# Heteropoda garciai
Heteropoda garciai este o specie de păianjeni din genul Heteropoda, familia Sparassidae, descrisă de Alberto Barrion și Litsinger, 1995.
Este endemică în Filipine. Conform Catalogue of Life specia Heteropoda garciai nu are subspecii cunoscute.